# Aulus Postumi Albí (cònsol 151 aC)
Aulus Postumi Albí (llatí: Aulus Postumius A. f. A. n. Albinus) va ser un magistrat romà. Formava part de la gens Postúmia, una antiga família romana d'origen patrici.
Era fill d'Aulus Postumi Albí, que va ser cònsol l'any 180 aC. Ell va ser pretor l'any 155 aC, i cònsol l'any 151 aC amb Luci Licini Lucul·le. Els dos cònsols van ser empresonats pels tribuns perquè van dur a terme les seves obligacions amb excessiva severitat. Va ser un dels ambaixadors enviats l'any 153 aC per negociar la pau entre Àtal II de Pèrgam i Prusies II, i va acompanyar a Luci Mummi Acaic a Grècia el 146 aC com un dels seus llegats. Va tenir una estàtua erigida en honor seu a l'istme de Corint.
Albí coneixia bé la literatura grega, i va escriure en aquest idioma un poema i una Història romana, mencionada per diversos escriptors antics. Polibi parla d'ell dient que era una persona vanitosa i lleugera, que no respectava el seu propi poble, i va dedicar-se a l'estudi de la literatura grega. Relata una història d'ell i de Cató el Vell, on aquest va reprendre Postumi Albí, perquè en el pròleg de la seva història demanava perdó als seus lectors, per si s'havia equivocat en escriure en una llengua estrangera. Cató li va recordar que no estava obligat a escriure res, però que si escollia escriure no tenia cap motiu per sol·licitar la indulgència dels seus lectors. Aquesta història també l'expliquen Aulus Gel·li, Macrobi, Plutarc i la Suïda. Polibi també diu que Postumi Albí va imitar els pitjors aspectes de la cultura grega, i es dedicava totalment al plaer. Afirma que es va retirar a Tebes, quan es va lliurar una batalla a la Fòcida al·legant una indisposició, però després va escriure una carta al Senat explicant els fets com si hi hagués estat present. Ciceró parla amb més respecte dels seus mèrits literaris i l'anomena doctus homo (home docte) i litteratus et disertus (lletrat i planer). Macrobi també cita un passatge del primer llibre dels Annals d'Albí on parla sobre Brutus, i els crítics actuals, per aquest fragment, suposen que l'obra havia estat escrita en llatí i traduïda al grec. Servi parla d'una obra d'Albí que descriu l'arribada d'Enees a Itàlia, i diu que era autor de l'obra "De Origine Gentis Romanae".